# Norravan (Arvidsjaurs socken, Lappland, 726080-165992)
Norravan är en sjö i Arvidsjaurs kommun i Lappland och ingår i Skellefteälvens huvudavrinningsområde. Sjön har en area på 1,35 kvadratkilometer och ligger 403,1 meter över havet. Sjön avvattnas av vattendraget Granträskbäcken.

## Delavrinningsområde
Norravan ingår i det delavrinningsområde (726224-165958) som SMHI kallar för Utloppet av Norravan. Medelhöjden är 413 meter över havet och ytan är 5,16 kvadratkilometer. Det finns inga avrinningsområden uppströms utan avrinningsområdet är högsta punkten. Granträskbäcken som avvattnar avrinningsområdet har biflödesordning 3, vilket innebär att vattnet flödar genom totalt 3 vattendrag innan det når havet efter 153 kilometer. Avrinningsområdet består mestadels av skog (49 procent) och sankmarker (21 procent). Avrinningsområdet har 1,47 kvadratkilometer vattenytor vilket ger det en sjöprocent på 28,5 procent.